# Jean-Pierre Bacri
Jean-Pierre Bacri (ur. 24 maja 1951 w Bou Ismaïl, zm. 18 stycznia 2021 w Paryżu) – francuski aktor i scenarzysta filmowy, teatralny i telewizyjny. 

## Życiorys
Urodził się w Algierii Francuskiej w rodzinie pochodzenia żydowskiego. Występował od połowy lat 70., ale pierwszą znaczącą rolę na wielkim ekranie zagrał w filmie Metro (1985) Luca Bessona. Przyniosła mu ona nominację do Cezara dla najlepszego aktora w roli drugoplanowej.
Największe sukcesy święcił dzięki współpracy ze swoją żoną Agnès Jaoui, z którą stworzyli stały tandem aktorsko-scenariopisarski. Wspólnie zdobyli: nagrodę za najlepszy scenariusz na 57. MFF w Cannes za film Popatrz na mnie (2004); dwie Europejskie Nagrody Filmowe dla najlepszego scenarzysty za filmy Gusta i guściki (2000) i Popatrz na mnie (2004);  cztery Cezary za scenariusze do Palić/nie palić (1993), W rodzinnym sosie (1996), Znamy tę piosenkę (1997) i Gusta guściki (2000). Za rolę w Znamy tę piosenkę Alaina Resnais Bacri otrzymał również Cezara dla najlepszego aktora drugoplanowego.
Zmarł na raka w wieku 69 lat w 2021.